# DC Saga
DC Saga est un magazine de bande dessinée publié de mai 2012 pour le n°1 à novembre 2013 pour le n°18 par Urban Comics au format comic book.

## Historique
DC Saga est proposé au format habituel des comics français, soit 17 cm x 26 cm, avec dos carré et couverture souple. À noter que la couverture du premier numéro (ainsi que celle de Batman Saga et Green Lantern Saga) est un peu plus rigide et présente une texture granuleuse, et existe en édition variante limitée à 2500 exemplaires.
Le but de cette publication est de mettre en avant les séries les plus emblématiques du catalogue DC, toutes relancées à partir du n°1 au cours de l'opération éditoriale New 52:
- Justice League
- Flash
- Superman
- Supergirl

Séries majeures auxquelles viendront s'ajouter (chronologiquement) selon les besoins éditoriaux et évolutions des arcs narratifs :
- Pandora, long back-up narrant les origines de ce personnage. Observatrice durant les évènements de Flashpoint et les débuts de New 52, Pandora est censé être au centres de bouleversements majeurs dans un très proche avenir... (DC Saga #7)
- Shazam, back-up régulier de la série Justice League (DC Saga # 8).
- Justice League Dark, nouvelle série régulière à partir du DC Saga #13, numéro spécial puisqu'il publie les Annual #1 de Justice League, Superman et Flash. À noter que l'Annual #1 de Justice League Dark est publié dans DC Saga #17.
- Aquaman normalement publié dans la collection "New 52" de Urban Comics est également publié dans DC Saga #15 à l'occasion du crossover « Trône d’Atlantide ».

Cette revue a également donné naissance à trois numéros de DC Saga Hors-Série afin de permettre la publication du crossover « H'el sur Terre », propre aux séries de la « famille » Superman, sans perturber la publication des autres séries de DC Saga.
Alors que ses titres représentent 70 % des ventes en librairies spécialisé en octobre 2012 et que les retours, aussi bien des professionnels que des lecteurs sont plus qu’enthousiastes, Urban Comics décide d'étoffer le sommaire de ses titres presses, notamment grâce à divers back-up et publiant des épisodes de séries inédites pour étoffer les crossovers en cours (une première dans le milieu de l'édition comics française).
Il faut également noter que, si le nombre de pages augmente sensiblement, passant de 96 pages à 112 puis 144 pages, le prix, lui, n'augmente pas.
Ce qui est dans la logique de Urban Comics de ne pas renouveler les erreurs du précédent éditeur français des œuvres DC, Panini Comics, qui avait tendance à augmenter les tarifs ou le nombre de ses publications.
Cette stratégie se révèle payante puisque les chiffres de ventes poussent Urban Comics à étoffer davantage son catalogue en arrêtant DC Saga au numéro 18 de novembre 2013 pour répartir ses séries au sein de 2 nouveaux magazines thématiques :
- - Superman Saga avec les titres Superman, Action Comics, Super Girl, Superman Unchained et Superman/Batman.
  - Justice League Saga avec les titres Justice League, Justice League of America, Justice League Dark, Shazam, Flash et Green Arrow.